# Harry Fowler
Harry Fowler est un acteur britannique né le 10 décembre 1926 à Lambeth (Royaume-Uni), mort le 4 janvier 2012.

## Filmographie
- 1942 : Those Kids from Town (en) de Lance Comfort : Ern
- 1942 : Salute John Citizen (en) de Maurice Elvey : Employé de bureau
- 1942 : Went the Day Well? d'Alberto Cavalcanti : George Truscott, un garçon
- 1943 : Get Cracking (en) de Marcel Varnel
- 1943 : L'Étranger (The Demi-Paradise) d'Anthony Asquith : Petit garçon (un évacué)
- 1944 : Give Us the Moon (en) de Val Guest
- 1944 : Champagne Charlie d'Alberto Cavalcanti : Orace
- 1944 : Don't Take It to Heart (en) de Jeffrey Dell : Télégraphiste
- 1945 : Painted Boats de Charles Crichton : Alf Stoner
- 1947 : À cor et à cri (Hue and Cry) de Charles Crichton : Joe Kirby
- 1948 : Trouble in the Air
- 1948 : A Piece of Cake (en) : Chef Spiv
- 1949 : À tout péché miséricorde (en) (For Them That Trespass) : Dave, l'amie de Rosie
- 1949 : Now Barabbas (en) : Smith
- 1949 : Landfall : Caporal de la RAF
- 1950 : Le Démon de la danse (Dance Hall) : Jeune amoureux
- 1950 : Once a Sinner (en) : Bill James
- 1950 : Trio
- 1950 : She Shall Have Murder (en) : Albert Oates
- 1951 : The Scarlet Thread : Sam
- 1951 : The Dark Man : Reporter
- 1951 : Mister Drake's Duck (en) : Caporal
- 1951 : Madame Louise : Préposé
- 1951 : Haute trahison (High Treason) : Photographe de rue
- 1952 : 13 East Street
- 1952 : The Last Page : Joe, un commis
- 1952 : Angels One Five (en) : Aviateur
- 1952 : I Believe in You : Hooker
- 1952 : The Pickwick Papers : Sam Weller
- 1953 : Les Marrants terribles (en) (Top of the Form) : Albert
- 1953 :  A Day to Remember : Stan Harvey
- 1954 : The Blue Peter : Charlie Barton
- 1954 : Don't Blame the Stork : Harry Fenn
- 1954 : Up to His Neck (en) : Smudge
- 1954 : Conflict of Wings : Leading Aircraftman « Buster »
- 1955 : Stock Car : Monty Albright
- 1955 : The Pay Off (en) (TV) : Stan Faber
- 1956 : Behind the Headlines (en) : Alfie
- 1956 : Fire Maidens from Outer Space : Sydney Stanhope
- 1956 : Home and Away : Syd Jarvis
- 1957 : Sept Jours de malheur (Lucky Jim) : Chauffeur de taxi
- 1957 : West of Suez (en) : Tommy
- 1957 : Booby Trap : Sammy
- 1957 : Traqué par Scotland Yard (Town on Trial) : chef du gang
- 1958 : The Supreme Secret
- 1958 : Doomsday for Dyson (TV) : Porson
- 1958 : Soapbox Derby : Garçon à la brouette
- 1958 : The Diplomatic Corpse : Knocker Parsons
- 1958 : The April 8th Show (Seven Days Early) (TV) : Différents personnages
- 1958 : On with the Show (série télévisée) : ?
- 1958 : I Was Monty's Double : Civil (scène finale)
- 1959 : Don't Panic Chaps! (en) : Ackroyd
- 1959 : The Heart of a Man : Razor
- 1959 : Idle on Parade : Ron
- 1959-1961 : The Army Game (série télévisée) : Cpl. « Flogger » Hoskins (1959-61) (épisodes inconnus)
- 1962 : Flight from Singapore (en) : Sgt. Brooks
- 1962 : Le Jour le plus long (The Longest Day) : Participant
- 1962 : Crooks Anonymous : Woods
- 1962 : Lawrence d'Arabie (Lawrence of Arabia) : William Potter
- 1963 : Father Came Too!
- 1963 : Home from Home (TV) : Max
- 1963 : Juke-Box 65 (Just for Fun) : Reporter
- 1963 : Ladies Who Do (en) : Drill Operator
- 1964 : Tomorrow at Ten (en) : Smiley
- 1964 : Seventy Deadly Pills
- 1964 : Clash by Night : Doug Roberts
- 1965 : Confession à un cadavre (The Nanny) : Laitier
- 1965 : Les Chemins de la puissance : Magic Beans Man
- 1965-1966 : Our Man at St. Mark's (série télévisée) : Harry Danvers (épisodes inconnus)
- 1966 : Doctor in Clover (en) : Grafton
- 1966 : Secrets of a Windmill Girl : Larry
- 1970 : Commencez la révolution sans nous (Start the Revolution Without Me) : Marcel, l'homme de main de Jacques
- 1975 : The Melting Pot (série télévisée) : Eric Lee Fung
- 1977 : Le Prince et le Pauvre (Crossed Swords) : Nipper
- 1980 : George and Mildred (en) : Fisher
- 1980 : Sir Henry at Rawlinson End : Buller Bullethead
- 1981 : World's End (série télévisée) : Andy
- 1981 : Educating Marmalade (série télévisée) : M. Big
- 1982 : Dead Ernest (série télévisée) : Fred, le chérubin
- 1983 : Q.E.D.: How to Pick Up Girls, Win Arguments and Influence People (TV)
- 1983 : Fanny Hill : Beggar
- 1987 : Body Contact : Herbert
- 1987 : Harry's Kingdom (TV) : Lou Jacobs
- 1988 : Doctor Who : épisode Remembrance of the Daleks : Harry
- 1990 : Chicago Joe et la Showgirl (Chicago Joe and the Showgirl) de Bernard Rose : Morry